# جائحة فيروس كورونا في مونتسرات
توثق هذه المقالة آثار جائحة فيروس كورونا 2019-2020 في إقليم مونتسرات البريطاني فيما وراء البحار، وقد لا تشمل جميع الاستجابات والإجراءات الرئيسية حتى الآن.

## خلفية
في 12 يناير 2020، أكدت منظمة الصحة العالمية (WHO) أن فيروس تاجي جديد كان سببًا لمرض تنفسي لمجموعة من الأشخاص في مدينة ووهان، مقاطعة خوبي، الصين، والذين كانوا قد لفتوا انتباه منظمة الصحة العالمية في البداية في 31 ديسمبر 2019. تم ربط هذه المجموعة في البداية بسوق هوانان للمأكولات البحرية بالجملة في مدينة ووهان. ومع ذلك، فإن بعض الحالات الأولى التي أظهرت نتائج مختبرية لا صلة لها بالسوق، فمصدر الوباء غير معروف.
على عكس السارس لعام 2003، كانت نسبة إماتة الحالات لـ كوفيد-19  أقل بكثير، لكن انتقال العدوى كان أكبر بكثير، مع إجمالي عدد القتلى. عادة ما يظهر كوفيد-19 في حوالي سبعة أيام بأعراض شبيهة بالإنفلونزا يُظهرها بعض الأشخاص حيث تتطور إلى أعراض الالتهاب الرئوي الفيروسي الذي يتطلب الدخول إلى المستشفى. اعتبارًا من 19 مارس، أصبح كوفيد-19 يُصنف على أنه «مرض معدي عالي الأثر».

## الجدول الزمني
في الثامن عشر من مارس، أُكدت الحالة الأولى في مونتسرات. كان المريض قد سافر من لندن إلى أنتيغوا قبل الوصول إلى مونتسرات. في الثالث عشر من مارس، أعلنت السلطات عن اكتشاف مصاب بكوفيد-19 على متن الرحلة الجوية، وبالتالي خضع جميع الركاب للحجر الصحي والاختبار الفيروسي.
في الثالث والعشرين من مارس، أُكدت الحالة الثانية على الجزيرة. لم يملك المريض قصة سفر إلى الخارج وبالتالي مثل الحالة الأولى من الانتقال المحلي.
في السادس والعشرين من مارس، أُكدت ثلاث حالات إيجابية جديدة ليصل العدد الإجمالي إلى خمس حالات من كوفيد-19 على جزيرة مونتسرات.

### أبريل 2020
في السابع من أبريل، ارتفع عدد الحالات إلى ثمان حالات.
في الرابع والعشرين من أبريل، حدثت الوفاة الأولى المرتبطة بكوفيد-19 في مونتسرات لمريضة بعمر 92 سنة.
في الخامس والعشرين من أبريل، أصبحت مونتسرات خالية من الحالات الجديدة للأسبوع الثاني على التوالي.

### مايو 2020
في السادس من مايو، أعلن رئيس الوزراء جوزيف إي. فاريل أن أجهزة الاختبار لكوفيد-19 سوف تصل بعد فترة قريبة، وأن الجزيرة سوف تتمكن من إجراء الاختبارات قريبًا.
في الثاني عشر من مايو، صدر تقييم أثر الجائحة على الأعمال. أدت جائحة كوفيد-19 إلى خسارة 3.6 مليون دولار أمريكي بسبب العرقلة الاقتصادية الناتجة عنها.
في الخامس عشر من مايو، أُعلن عن عدم وجود حالات فعالة في مونتسرات.

### يوليو 2020
في العاشر من يوليو، اكتُشفت حالة جديدة على الجزيرة. كان المصاب موجودًا على الجزيرة منذ مارس. تجري إجراءات تقصي المخالطين بحثًا عن مصدر الإصابة.

## الإجراءات الوقائية
- 24 فبراير: تقييد السفر إلى الصين (ويشمل هونغ كونغ ومكاو وتايوان) واليابان وماليزيا وسنغافورة والجمهورية الكورية وتايلاند وإيران.
- 26 فبراير: تقييد السفر إلى شمال إيطاليا.
- 14 مارس: أُغلقت المدارس ومُنعت التجمعات التي تشمل أكثر من 50 شخصًا. مُنعت الزيارات إلى المشافي ودور رعاية المسنين.
- 21 مارس: مُنعت التجمعات التي تشمل أكثر من 25 شخصًا. فُرض الحجر الصحي لمدة 14 يومًا على المسافرين.[12]
- 25 مارس: مُنعت التجمعات لأكثر من أربعة أشخاص. فُرض حظر التجول الليلي بين الساعة السابعة مساء والخامسة صباحًا. مُنع السفر غير الضروري. مُنع الأفراد غير المقيمين في البلاد من الدخول إليها عن طريق الطائرة أو السفينة.
- 28 مارس: فُرض حظر تجول على مدار الساعة من الثامن والعشرين من مارس حتى الرابع عشر من أبريل.[13]
- 9 أبريل: دخل الإغلاق التام لمدة سبعة أيام حيز التنفيذ ومُدد حظر التجول حتى الثلاثين من أبريل. في الحادي عشر والثاني عشر من أبريل، سُمح للأشخاص بالتسوق وشراء الحاجات الأساسية بعد توزيعهم على أربع مجموعات وفقًا لاسم العائلة.[14]
- 17 أبريل: مُدد الإغلاق التام حتى الأول من مايو. بين العشرين والثاني والعشرين من أبريل، يُسمح للأشخاص بالتسوق وشراء الحاجات الأساسية بالترتيب وفقًا لاسم العائلة.
- 29 أبريل: أُتيحت الفرصة أمام أصحاب المشاريع الأساسية للعمل بين الأول والسابع من مايو. يُسمح للأشخاص مغادرة منازلهم بهدف الأعمال الضرورية أو التمارين الرياضية المحدودة في الخارج.[15]
- 6 مايو: يُسمح للأشخاص بالخروج إلى العلن من الإثنين إلى الجمعة بين الساعة الخامسة صباحًا والسابعة مساء لقضاء الأعمال الضرورية. سُمح للأشخاص بالمشاركة في النشاطات الخارجية بمفردهم أو بحد أعلى لا يتجاوز أربعة أشخاص من المنزل ذاته بين الخامسة والثامنة صباحًا وبين الرابعة والسادسة والنصف مساء.[10]
- 22 مايو: تعديل حظر التجول ليصبح من الثامنة مساء حتى الخامسة صباحًا. التراجع عن الإغلاق التام خلال عطلة نهاية الأسبوع. السماح لجميع متاجر البيع بالمفرق بإعادة الافتتاح. السماح للمطاعم بإعادة الافتتاح وتقديم الطلبات الخارجية فقط. السماح لمشاريع البناء بإعادة العمل. السماح بزيارة دور رعاية المسنين من قبل أفراد عائلات النزلاء فقط. السماح لصالونات الحلاقة والكنائس والباصات وسيارات الأجرة بمتابعة العمل وفق شروط صارمة. الإبقاء على إغلاق الحانات والنوادي الليلية والنوادي الرياضية والمدارس.[16]